# 桐原站 (新潟縣)
桐原站（日语：／ Kirihara eki */?）是位於新潟縣長岡市，屬於東日本旅客鐵道（JR東日本）的越後線車站。

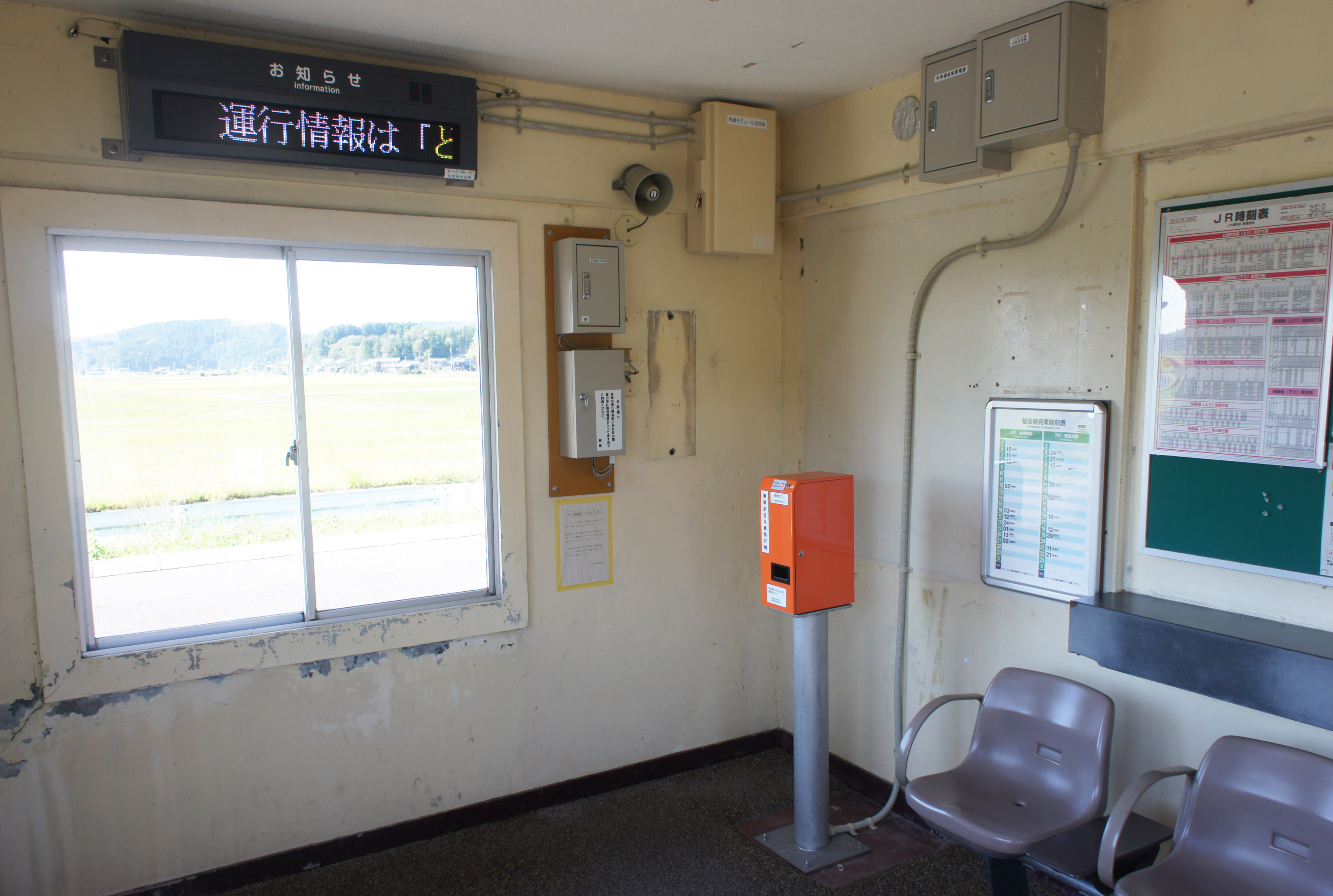
車站內部(2021年9月)

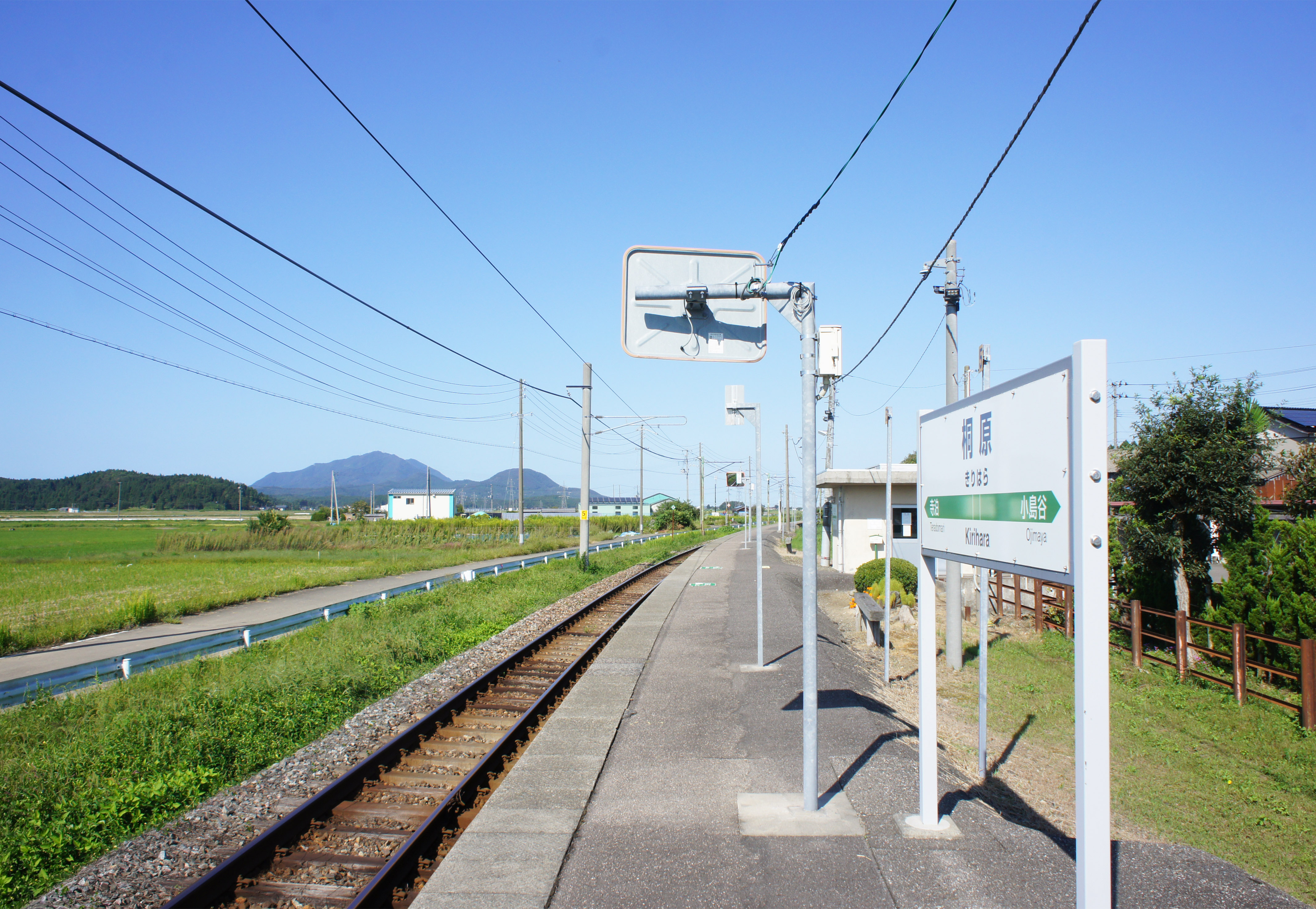
月台(2021年9月)

## 歷史
- 1919年（大正8年）12月5日：越後鐵道開設桐原停留場[2]。
- 1920年（大正9年）12月28日：升級為車站[1]。
- 1927年（昭和2年）10月1日：越後鉄道被國有化，柏崎至白山之間全線隸屬國鐵越後線（後來白山至新潟也編入至越後線）。
- 1962年（昭和37年）2月1日：結束貨物起卸業務。
- 1973年（昭和48年）12月1日：成為無人車站[3]。
- 1974年（昭和49年）8月27日：一個女高中生在一個站被劫為人質。
- 1984年（昭和59年）3月31日：現時的車站大樓竣工。
- 1987年（昭和62年）4月1日：伴隨國鐵分割民營化，車站由東日本旅客鐵道（JR東日本）營運。

## 車站構造
本站是地面車站，設有1面1線的單式月台。此站曾設有1面2線的島式月台，由於沒有列車在此交會，因此交會設備被撤走（撤走時期不明，在1981年，交會設備還存在。）。
此站是由燕三條站管理的無人車站，站內還設有在簡易委託車站時代的櫃臺。站房位於月台東邊，站內則設有1座自動售票機（無法使用Suica）。

## 使用狀況
根據「長岡市統計年鑑」的資料，以下為乘車人次變化列表：
| 乘車人次變化 | 乘車人次變化     |
| 年度         | 1日平均 乘車人次 |
| ------------ | ---------------- |
| 2009         | 60               |
| 2010         | 55               |

## 車站周邊
- 新潟縣道277號鄉本桐原停車場線（日语：新潟県道277号郷本桐原停車場線）
- 新潟縣道574號寺泊西山線
- 國道116號（日语：国道116号）（和島繞道） 上桐交匯處
- 桐原郵局

## 相鄰車站
東日本旅客鐵道（JR東日本）
■越後線
小島谷－桐原－寺泊

## 注腳
1. 1 2 3 4 5 6 7  . 週刊朝日百科. 21号 新潟駅・弥彦駅・津南駅ほか. 朝日新聞出版. 2012-12-30: 21 （日语）.
2. ↑  「地方鉄道停留場設置」『官報』1919年12月15日（國立國會圖書館數碼化資料）
3. ↑  讀賣新聞　昭和48年12月1日新潟讀賣
4. ↑  宮脇俊三、原田勝正編著『国鉄全線各駅停車⑥』中央・上信越440駅，小學館，1983年。ISBN 4-09-395106-3。

## 外部連結
- 車站資訊（桐原）：東日本旅客鐵道（日語）